# Varāvī
Varāvī (persiska: وراوی) är en ort i Iran.   Den ligger i provinsen Fars, i den södra delen av landet, 900 km söder om huvudstaden Teheran. Varāvī ligger 423 meter över havet och antalet invånare är 4 056.
Terrängen runt Varāvī är varierad. Runt Varāvī är det glesbefolkat, med 20 invånare per kvadratkilometer. Närmaste större samhälle är Lāmerd, 19,1 km sydost om Varāvī. Trakten runt Varāvī är ofruktbar med lite eller ingen växtlighet.